# Маргарете Штайфф
Маргарете Штайфф (нім. Margarete Steiff, 24 липня 1847 — 9 травня 1909) — швачка, яка в 1880 році заснувала компанію Margarete Steiff GmbH, що займається виготовленням плюшевих іграшок.

## Дитинство

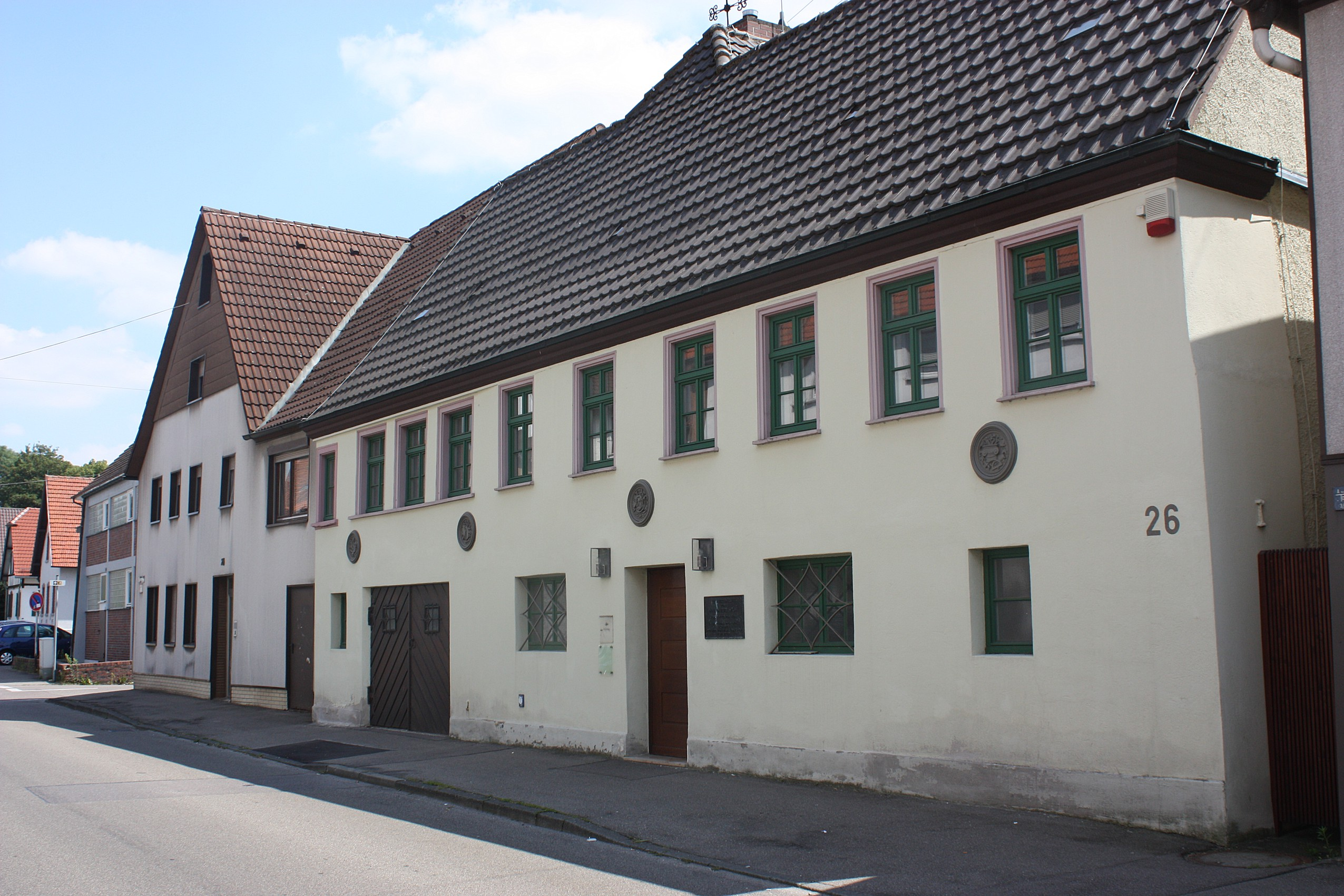
Будинок, де народилася Маргарете, за адресою Lederstraße 26

Маргарете народилася в німецькому місті Гінген у родині будівельного підрядника Фрідріха Штайффа та його дружини Марії Маргарете, уродженої Генле. У вісімнадцять місяців Маргарет захворіла на гарячку, їй паралізувало ноги, а праву руку вона заледве могла підняти. Через три роки лікарі врешті поставили діагноз поліомієліт. Її батьки дуже хотіли, щоб вона жила повноцінним життям, і пробували численні способи лікування, хоча й без особливого успіху. У дитинстві її сестри та сусідські діти везли її до школи на маленькому візку. У своїх пізніших спогадах вона згадує: «Усі діти збиралися навколо мене, і я організовувала ігри, в яких була в центрі уваги. Однак старші діти часто тікали, а потім я залишалася нянею крихітних малят».
Маргарете регулярно відвідувала школу упродовж усього дитинства і, незважаючи на біль у правій руці, відвідувала уроки рукоділля фрау Шеллінг, і до 17 років опанувала швацтво. Час від часу вона працювала зі своїми сестрами, які відкрили швацьку майстерню жіночого одягу.
Вона також стала успішною цитристкою, і трохи заробляла, навчаючи грати інших. Її заощадження дозволили їй придбати швейну машинку — вона стала першою власницею швейної машини у Гінгені, — і це дало ще одну можливість заробляти. Маргарете спочатку шила штани для містян, але вже за кілька років вона виготовляла модний одяг та їздила в інші міста на роботу та до сім'ї, відправляючи попереду свій візок та подорожуючи поштовим диліжансом.

## Підприємництво

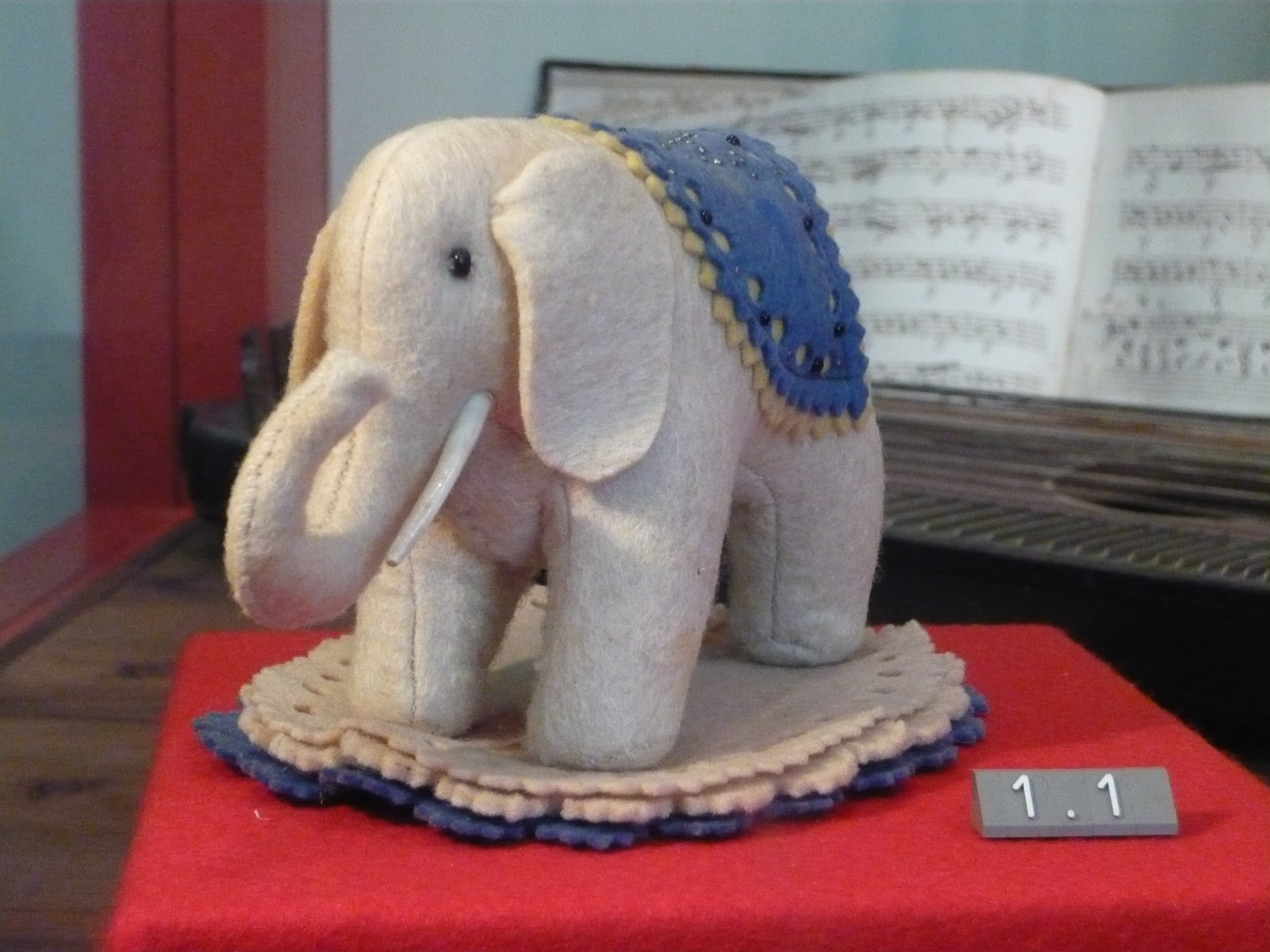
«Слоничок» для голок, викрійку якого Маргарете перетворила на іграшку

У 1877 році Маргарете відкрила фетровий магазин і почала виготовляти спідниці з фетру, які щойно увійшли в моду, для фірми Крістіана Зігля в Штутгарті. Незабаром їй вдалося найняти людей, які працювали на неї, і це стало процвітаючим бізнесом. "В цей час я натрапив на викрійку іграшкового слона. Повсть була ідеальним матеріалом для цієї іграшки, а на набивку можна взяти найтоншу ягнячу вовну. Я могла зробити такі іграшки як подарунок для дітей у родині, і я спробувала різні розміри. У 1879 р. американський журнал Delineator опублікував рисунки тканинної миші, кролика та слона, згодом з'явились викрійки інших тварин, і німецький журнал Modenwelt їх передрукував. Маргарет зробила багато таких іграшок і подарувала їх друзям, а до 1880 року почала продавати їх у невеликій кількості. У наступні роки вона розширила свій асортимент дрібних тканинних тварин на основі шаблонів журналу, але з невеликими змінами до використовуваних тканин та аксесуарів.
У 1892 р. її невелика компанія подала заявку на патент «на виготовлення тварин та інших фігур, які слугуватимуть іграшками». Патенту присвоєно номер DRP 66996, але пізніше його відкликано, після оскарження іншим німецьким виробником іграшок. Фріц, брат Маргарете, усвідомив можливість продавати цих іграшкових тварин у великих кількостях, і взяв деякі зразки на ринок у Гайденгаймі, звідки приїхав з багатьма замовленнями. Виробництво та товарообіг збільшувалися з кожним роком, як і різноманітність пропонованих іграшок. З'явилися також іграшки з металевими рамами всередині, які можна було тягати або кататися на них. Станом на 1889 рік компанія перебралася до більшої будівлі, на розі якої розташовувався магазин, де іграшки та тканину можна було виставляти на продаж. На зовнішній стіні великими літерами було написано «Фабрика іграшок з фетру». Далі з'явився друкований каталог для замовлень, і бізнес зростав.
У 1897 році до компанії приєднався племінник Маргарете Штайфф, Ріхард Штайфф. Будучи людиною творчою, він навчався у Kunstgewerbeschule (Академії мистецтв та ремесел) у Штутгарті. Його ескізи стали основою для багатьох різних іграшок Steiff.

## Перший плюшевий ведмедик
Маргарете Штайфф сама шила зразки усіх нових іграшок, щоб могли виявити будь-які проблеми, які можуть виникнути у процесі виробництва. У 1897—1899 роках компанія Steiff розробляла та виготовляла «ведмедиків, що танцюють». На відміну від сучасних плюшевих ведмедиків, це були стоячі постаті з палицею в лапі та кільцем у носі, що імітували реальних танцюючих ведмедів, яких возили з міста в місто і показували для розваги.
У 1902 році Ріхард Штайфф розробив модель Bear 55 PB, першу м'яку іграшку з рухомими суглобами, яка мала стати першим плюшевим ведмедиком.
Велику партію іграшок відправили у виставковий зал у Нью-Йорка, але там вони не викликали великого інтересу. У березні 1903 року Ріхард Штайфф відвіз м'які іграшкові ведмедики на весняний ярмарок у Лейпцигу, де вони впали в око американському покупцю, який замовив 3000 ведмедів. Відтоді «Bear 55 PB» став бестселером у Сполучених Штатах — чудове досягнення для невеликого німецького бізнесу зі Швабського Альбу. Починаючи з 1906 року, ведмідь став відомий під назвою Teddy Bear, на честь президента США Теодора «Тедді» Рузвельта.
До 1907 року було вироблено мільйон плюшевих ведмедів.

## Спадщина

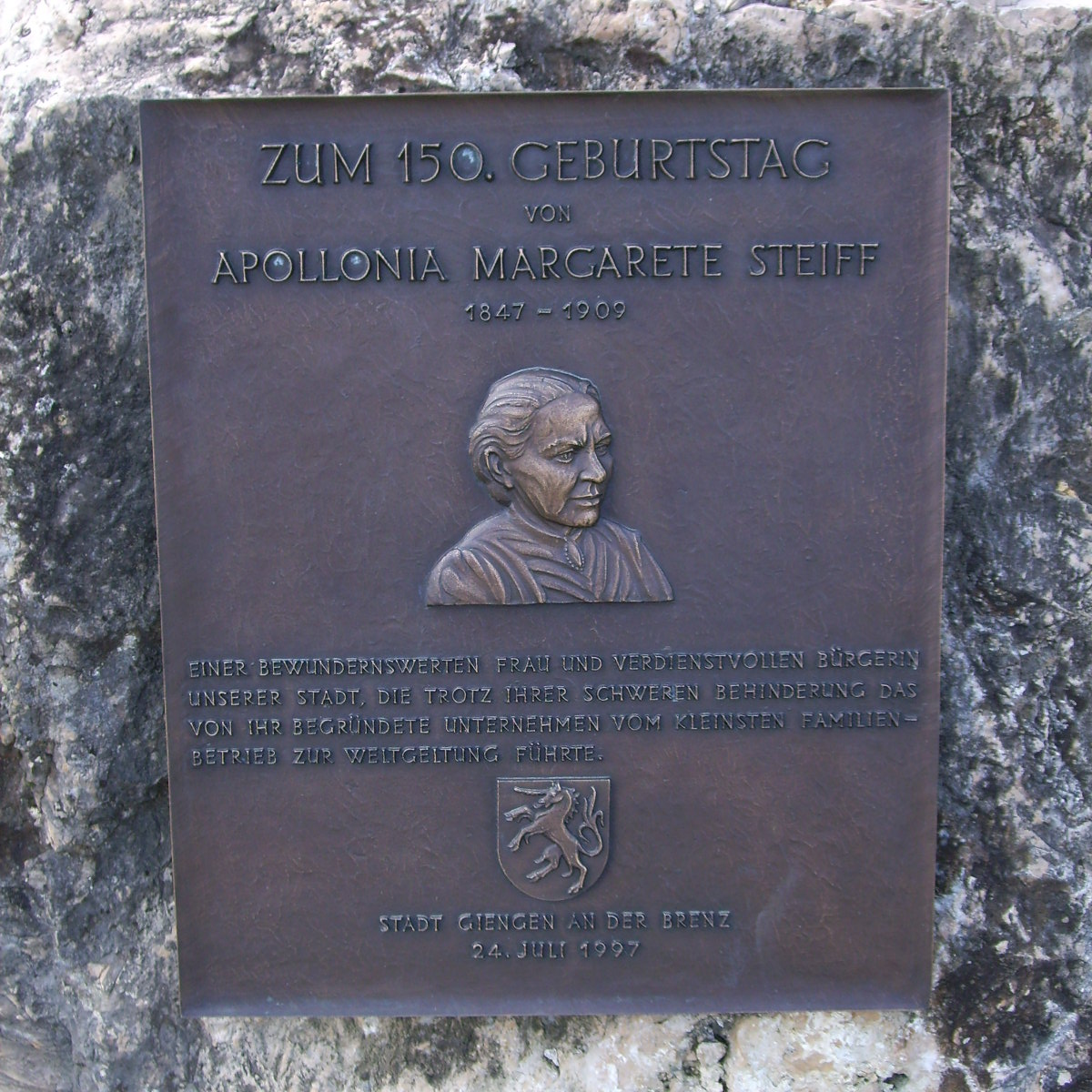
Меморіальна табличка на вході у фабрику

Маргарете Штайфф стала важливою фігурою в німецькому жіночому підприємництві. Родом з маленького містечка на півдні Німеччини і з пожиттєвою фізичною інвалідністю, вона заснувала та розвивала бізнес, який продовжує бути визнаним у всьому світі. У літературі про німецьких підприємців її цитують як кумира жіночого підприємництва та інновацій, що розширює свій бізнес за межами Німеччини.
Ведмідь Steiff став найвідомішим і найзатребуванішим брендом плюшевих ведмедів. У 1910 році Штайфф отримав Гран-прі на світовій виставці Brussels International 1910 у Бельгії.[джерело?]
Steiff продовжує вважатися однією з найякісніших іграшок у світі, а старі іграшки Steiff стали цінними предметами колекціонування.[джерело?]